# Helmut Hasse
Helmut Hasse (25. srpna 1898 Kassel, Německé císařství - 26. prosince 1979 Ahrensburg, Německo) byl německý matematik. Zabýval se především teorií čísel, speciálně p-adickými čísly a algebraickou teorií čísel.
Matematiku studoval na univerzitě v Göttingenu a na univerzitě v Marburgu.